# Brumadinho
Brumadinho is een gemeente in de Braziliaanse deelstaat Minas Gerais. De gemeente telt 33.693 inwoners (schatting 2009).

## Aangrenzende gemeenten
De gemeente grenst aan Belo Horizonte, Belo Vale, Bonfim, Ibirité, Igarapé, Itabirito, Itatiaiuçu, Mário Campos, Moeda, Nova Lima, Rio Manso, São Joaquim de Bicas en Sarzedo. Brumadinho maakt deel uit van district en stadsgewest Belo Horizonte. 

## Bezienswaardigheden
- Het Beeldenpark van het Centro de Arte Contemporânea Inhotim en de botanische tuin zijn onderdeel van het Instituto Cultural Inhotim in Brumadinho.

## Milieuramp
Brumadinho was op 25 januari 2019 het toneel van een milieuramp, toen de dam met ijzerhoudend afvalwater van het nabijgelegen mijnbouwbedrijf Vale het begaf. Meer dan vijftig mensen vonden de dood, en honderden bleven vermist.

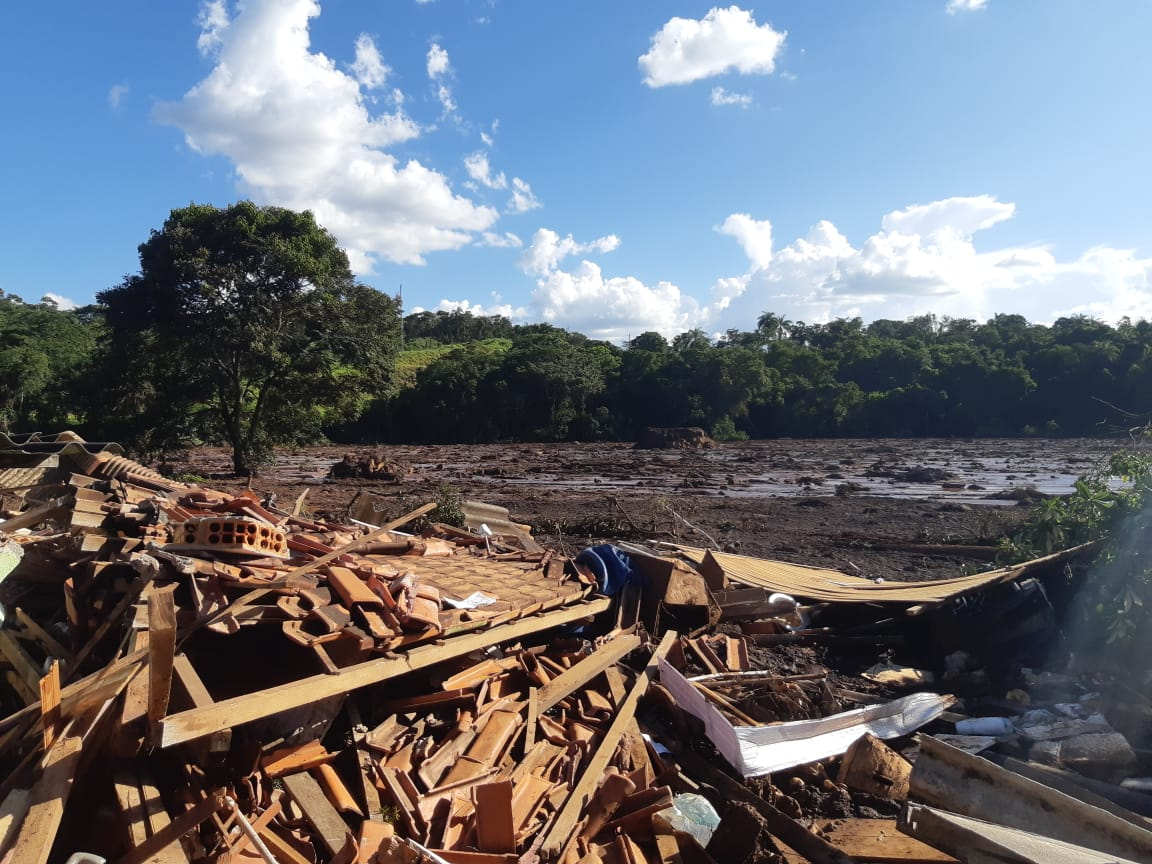
Schade na de ramp